# Bréguet - Sabin (metrostation)
Bréguet - Sabin is een station van de metro in Parijs langs metrolijn 5, in het 11e arrondissement.
De naam verwijst naar Rue Bréguet, genoemd naar de Bréguet-familie van klokkenmakers en uitvinders, en Rue Saint-Sabin, genoemd naar Charles-Pierre Angelesme de Saint-Sabin, een 18e-eeuwse Parijse politicus. Het station is erg populair onder leden van de Parijse Gotische gemeenschap vanwege de nabijheid van de Caves Saint Sabin, een complex van ondergrondse kelders dat dient als uitgaansgelegenheid voor deze groep.
Bobigny - Pablo Picasso · 
Bobigny - Pantin - Raymond Queneau · 
Église de Pantin · 
Hoche · 
Porte de Pantin · 
Ourcq · 
Laumière · 
Jaurès · 
Stalingrad · 
Gare du Nord · 
Gare de l'Est · 
Jacques Bonsergent · 
République · 
Oberkampf · 
Richard-Lenoir · 
Bréguet - Sabin · 
Bastille · 
Quai de la Rapée · 
Gare d'Austerlitz · 
Saint-Marcel · 
Campo-Formio · 
Place d'Italie